# かがつう
かがつう株式会社（英: KAGA,INC.）は照明器具、情報通信、精密電子部品等を製造・販売する企業である。

## 沿革
- 1946年（昭和21年） - 金沢市に加賀通信工業として設立。
- 1951年（昭和26年） - 本社を東京に移転。
- 1956年（昭和31年） - 中小企業庁が中小企業モデル工場に指定。
- 1959年（昭和34年） - 横浜工場が操業開始。
- 1960年（昭和35年） - かがつうシステム設立。
- 1966年（昭和41年） - 石川県津幡町に金沢工場を移転。
- 1971年（昭和46年） - かがつう工作設立。
- 1979年（昭和54年） - かがつう技研設立。
- 1981年（昭和56年） - KAGA(U.S.A)設立。
- 1990年（平成2年） - KAGA PACIFIC設立。
- 1991年（平成3年） - かがつう株式会社に社名変更。
- 1994年（平成6年） - かがつう照明設立。本社を横浜市に移転。
- 1996年（平成8年） - 加賀電気工業（無錫）設立。
- 2012年（平成24年） - 横浜工場を閉鎖し金沢工場へ製造拠点を集約。KAGA(THAILAND)設立。
- 2017年（平成29年） - 本社を東京都中央区に移転。

## 生産拠点

### 国内
- 金沢工場 (石川県津幡町)
- 押水工場 (石川県宝達志水町)

### 海外
- KAGA(U.S.A.),inc. (アメリカ合衆国、カリフォルニア州)
- 加賀電気工業(無錫)有限公司 (中華人民共和国、江蘇省無錫市)
- KAGA(THAILAND)CO.,LTD. (タイ王国、プラーチーンブリー県)